# Güeñes
Güeñes (Goiniz in basco) è un comune spagnolo di 8 258 abitanti situato nella comunità autonoma dei Paesi Baschi.